# Cotingídeos
Cotingídeos (Cotingidae) é uma família de aves da ordem Passeriformes encontrada na região neotropical. Inclui pássaros conhecidos pelos vernáculos anambé, coaraciuirá, guainambé, guinambé, cotinga e uanambé. São aves florestais e frugívoras. Algumas espécies apresentam dimorfismo sexual significativo.

## Taxonomia
Sibley e Ahlquist (1990) classificaram o grupo como uma subfamília da Tyrannidae. Entretanto a monofilia do grupo e sua categorização como uma família distinta é reconhecida por vários autores.

### Géneros
- Ampelioides J. Verreaux, 1867 (1 espécie)
- Ampelion Tschudi, 1845 (2 espécies)
- Carpodectes Salvin, 1865 (3 espécies)
- Carpornis G. R. Gray, 1846 (2 espécies)
- Cephalopterus E. Geoffrey Sainte-Hilaire, 1809 (3 espécies)
- Conioptilon Lowery & O'Neill, 1966 (1 espécie)
- Cotinga Brisson, 1760 (7 espécies)
- Doliornis Taczanowski, 1874 (2 espécies)
- Gymnoderus E. Geoffrey Sainte-Hilaire, 1809 (1 espécie)
- Haematoderus Bonaparte, 1854 (1 espécie)
- Lipaugus Boie, 1828 (7 espécies)
- Perissocephalus Oberholser, 1899 (1 espécie)
- Phoenicircus Swainson 1832 (2 espécies)
- Phytotoma Molina, 1782 (3 espécies)
- Pipreola Swainson, 1838 (11 espécies)
- Porphyrolaema Bonaparte, 1854 (1 espécie)
- Procnias Illiger, 1811 (4 espécies)
- Pyroderus G. R. Gray, 1840 (1 espécie)
- Querula Vieillot, 1816 (1 espécie)
- Snowornis Prum, 2001 (2 espécies)
- Rupicola Brisson, 1760 (2 espécies)
- Tijuca Ferussac, 1829 (2 espécies)
- Xipholena Gogler, 1841 (3 espécies)
- Zaratornis Koepcke, 1954 (1 espécie)